# Kirkman (Cembalobauer)
Mitglieder der Familie Kirkman  waren englische Cembalo- und Klavierbauer mit Schweizer und elsässischer Herkunft. Ihre Tätigkeit setzte im letzten Viertel des 18. Jahrhunderts in London ein. Ab dem 19. Jahrhundert stellten sie statt Cembali nur noch Klaviere bis zur Übernahme durch das Unternehmen Collard im Jahre 1896 her.

## Bekannte Mitglieder der Familie
Jacob Kirkman (4. März 1710 – 9. Juni 1792) wurde in Bischwiller im Elsass geboren. Die Familie kam ursprünglich aus dem Aargau aus der Schweiz und war später in Basel ansässig. Seine Eltern – Abraham Kirchmann (1673–1754) und seine Frau Susanna Burckhard – lebten bei seiner Geburt in Bischwiller. Jacob Kirkman lernte das Schreinerhandwerk und ging in den frühen 1730er Jahren nach England. Dort arbeitete er für den Cembalobauer Hermann Tabel und heiratete dessen Witwe im Jahre 1738. Kirkman erlangte 1755 die britische Staatsbürgerschaft. Er starb in Greenwich und ist dort in der St.-Alfege-Kirche bestattet.
Abraham Kirkman (1737–16. April 1794), ebenfalls in Bischwiller geboren, war Jacob Kirkmans Neffe. 1772 wurde er Kompagnon von Jacob Kirkman. Er starb in Hammersmith.
Joseph Kirkman I. (1763–1830) war der Sohn von Abraham Kirkman und folgte seinem Vater in dessen Handwerk. Er wurde schließlich sein Teilhaber.
Joseph Kirkman II. (1790–1877) war der Sohn von Joseph Kirkman I. Er wurde Klaviermacher und stellte Instrumente für Queen Victoria und eine Infantin, die portugiesische Maria das Neves von Braganza her. Er half im Jahre 1809 seinem Vater beim Bau des letzten Kirkman-Cembalos.

## Instrumente

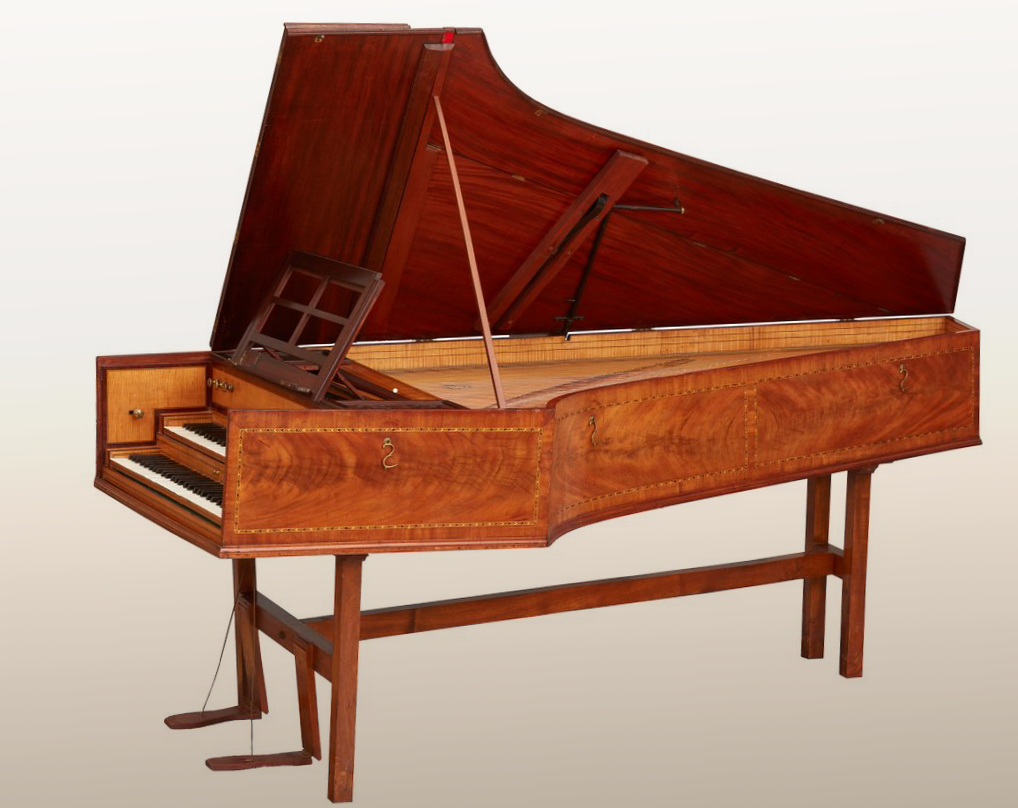
Cembalo im Museum für Kunst und Gewerbe Hamburg

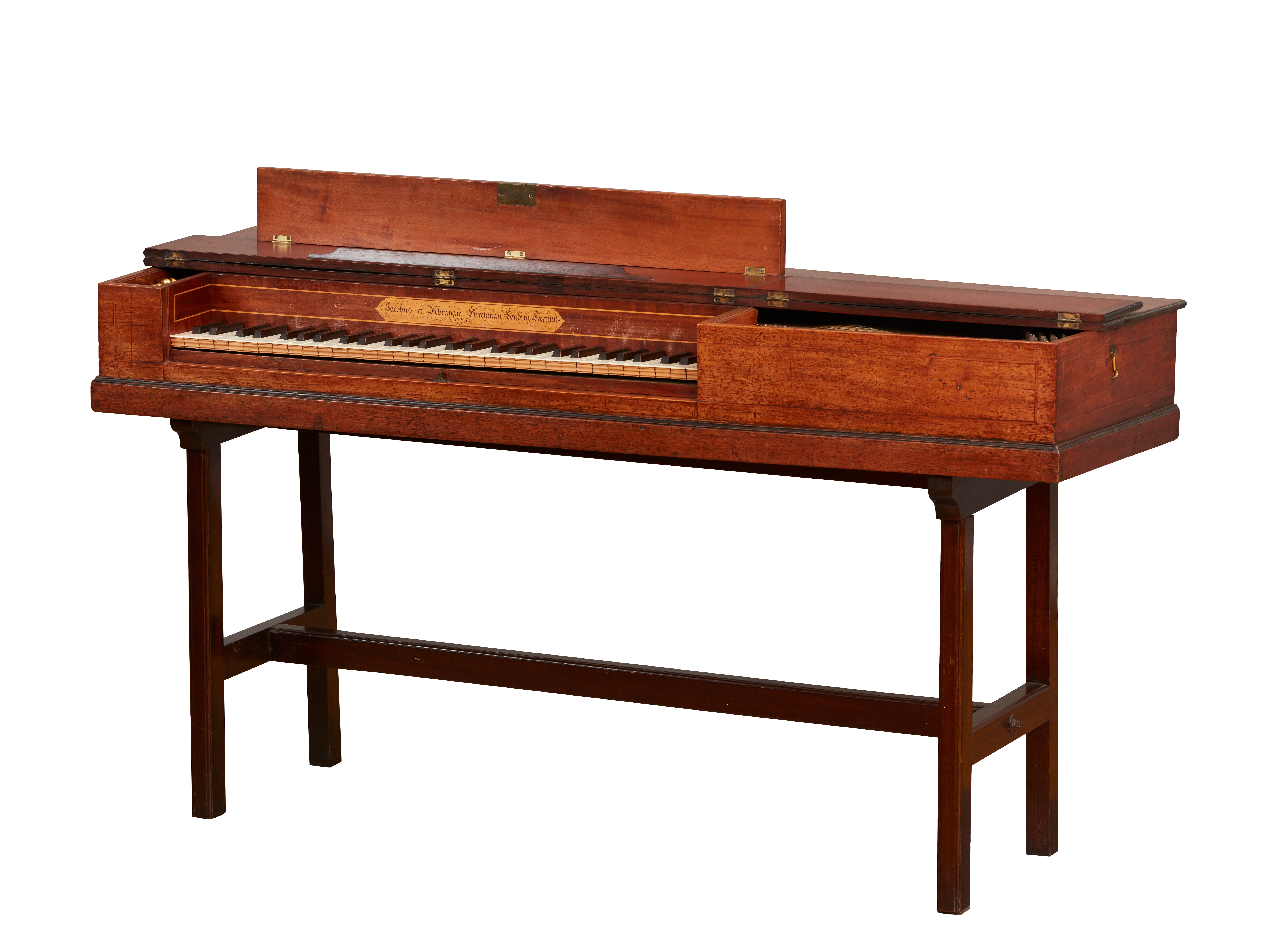
Tafelklavier im Museum für Kunst und Gewerbe Hamburg

Wie viele Londoner Cembalobauer, begann die Kirkman-Familie im letzten Viertel des 18. Jahrhunderts Klaviere und Cembali zu bauen. Das älteste erhaltene Instrument ist ein Cembalo aus dem Jahr 1744. Kirkman dominierte gemeinsam mit Burkhardt Tschudi die Produktion von englischen Cembalos in der zweiten Hälfte des 18. Jahrhunderts. Anfang des 19. Jahrhunderts ging Kirkman zum Klavierbau über, da der Handel mit Cembali rückläufig war. Das jüngste noch vorhandene Kirkman-Cembalo ist auf das Jahr 1800 datiert. Die Instrumente von Kirkman waren bekannt für ihre Qualität, insbesondere bei den Cembali, und ihre Zuverlässigkeit. Die Schriftstellerin Fanny Burney beschrieb Jacob Kirkman als den besten Cembalobauer aller Zeiten.
Wie Burkhardt Tschudi baute Kirkman drei Typen von Cembali. Der innere Aufbau der Kirkman-Cembali basierte auf dem flämischen Cembalo des Ruckers-Typs aus dem 17. Jahrhundert, obwohl die englischen Hersteller in den 1720er Jahren ein unverwechselbares Äußeres entwickelt hatten. Es bestand aus einer Innen- und Außenseite mit detaillierten Inlay- und Intarsienarbeiten.
Als Jacob und Abraham Kirkman in der zweiten Hälfte des 18. Jahrhunderts populärer wurden, bauten sie Hammerklaviere. Einzelne erhaltene Exemplare von Instrumenten der Familie Kirkman finden sich im Museum für Kunst und Gewerbe Hamburg.